# Salladslök

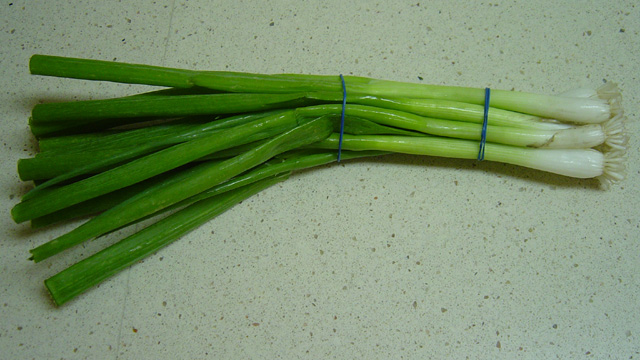
Salladslök.

Salladslök är en benämning på olika arter av lökar (Allium) som inte har en fullt utvecklad lök. De har vanligen mildare smak än många andra lökar, vilket gör att de ofta används råa i exempelvis sallader. 
Det förekommer ofta att salladslök även kallas  "grön lök", "knipplök", "piplök" eller "vårlök". Piplök är dock det vanliga svenska namnet på lökväxten Allium fistulosum och vårlök är det svenska namnet på en art med det vetenskapliga namnet Gagea lutea i vårlöksläktet.